# Arrondissement di Rochefort
L'arrondissement di Rochefort è un arrondissement dipartimentale della Francia situato nel dipartimento della Charente Marittima, appartenente alla regione della Nuova Aquitania.

## Storia
Fu creato nel 1800 sulla base dei preesistenti distretti. Nel 1926 vi fu integrato l'arrondissement soppresso di Marennes.

## Composizione
L'arrondissement è composto da 79 comuni raggruppati in 13 cantoni:
- cantone di Aigrefeuille-d'Aunis con 11 comuni
- cantone di Le Château-d'Oléron con 4 comuni
- cantone di Marennes con 7 comuni
- cantone di Rochefort-Centre con 1 comuni
- cantone di Rochefort-Nord con 8 comuni
- cantone di Rochefort-Sud con 1 comuni
- cantone di Royan-Est con 2 comuni
- cantone di Royan-Ovest con 7 comuni
- cantone di Saint-Agnant con 11 comuni
- cantone di Saint-Pierre-d'Oléron con 4 comuni
- cantone di Surgères con 12 comuni
- cantone di Tonnay-Charente con 8 comuni
- cantone di La Tremblade con 6 comuni